# Боротьба на літніх Олімпійських іграх 1968
На літніх Олімпійських іграх 1968 року проводилися змагання як з вільної, так і з греко-римської боротьби. Змагання проводилися лише серед чоловіків, у кожному з видів учасники були розбиті на 8 вагових категорій.

## Загальний медальний залік
| Місце | Країна            | Золото | Срібло | Бронза | Загалом |
| ----- | ----------------- | ------ | ------ | ------ | ------- |
| 1     | Японія            | 4      | 1      | 0      | 5       |
| 2     | СРСР              | 3      | 5      | 1      | 8       |
| 3     | Болгарія          | 2      | 3      | 1      | 6       |
| 4     | Угорщина          | 2      | 0      | 2      | 4       |
| 5     | НДР               | 2      | 0      | 0      | 2       |
| 5     | Туреччина         | 2      | 0      | 0      | 2       |
| 7     | Іран              | 1      | 0      | 2      | 3       |
| 8     | Франція           | 0      | 2      | 0      | 2       |
| 8     | США               | 0      | 2      | 0      | 2       |
| 10    | Монголія          | 0      | 1      | 3      | 4       |
| 11    | Румунія           | 0      | 1      | 2      | 3       |
| 12    | Югославія         | 0      | 1      | 1      | 2       |
| 13    | Чехословаччина    | 0      | 0      | 2      | 2       |
| 14    | Греція            | 0      | 0      | 1      | 1       |
| 14    | Західна Німеччина | 0      | 0      | 1      | 1       |

## Медалісти

### Вільна боротьба
| Категорія   | Золото                    | Срібло                       | Бронза                               |
| ----------- | ------------------------- | ---------------------------- | ------------------------------------ |
| До 52 кг    | Сігео Наката · Японія     | Річард Сандерс · США         | Чімідбазарин Дамдіншарав · Монголія  |
| До 57 кг    | Едзіро Уетаке · Японія    | Дональд Бем · США            | Абуталеб Талеб · Іран                |
| До 63 кг    | Масаакі Канеко · Японія   | Єньо Тодоров · Болгарія      | Шамседдін Сейід-Аббасі · Іран        |
| До 70 кг    | Абдулла Мовахед · Іран    | Єньо Вилчев · Болгарія       | Данзандаржаагійн Сереетер · Монголія |
| До 78 кг    | Махмут Аталай · Туреччина | Даніель Робін · Франція      | Тумурійн Артаг · Монголія            |
| До 87 кг    | Борис Гуревич · СРСР      | Жігжідійн Мунхбат · Монголія | Продан Гарджев · Болгарія            |
| До 97 кг    | Ахмет Аїк · Туреччина     | Шота Ломідзе · СРСР          | Йожеф Чатарі · Угорщина              |
| Понад 97 кг | Олександр Медведь · СРСР  | Осман Дуралієв · Болгарія    | Вільфрід Дітріх · Західна Німеччина  |

### Греко-римська боротьба
| Категорія   | Золото                    | Срібло                    | Бронза                          |
| ----------- | ------------------------- | ------------------------- | ------------------------------- |
| До 52 кг    | Петар Киров · Болгарія    | Володимир Бакулін · СРСР  | Мирослав Земан · Чехословаччина |
| До 57 кг    | Янош Варга · Угорщина     | Йон Бачіу · Румунія       | Іван Кочергін · СРСР            |
| До 63 кг    | Роман Руруа · СРСР        | Хідео Фудзімото · Японія  | Сімьон Попеску · Румунія        |
| До 70 кг    | Мунедзі Мунемура · Японія | Стеван Хорват · Югославія | Петрос Галактопулос · Греція    |
| До 78 кг    | Рудольф Веспер · НДР      | Даніель Робін · Франція   | Карой Байко · Угорщина          |
| До 87 кг    | Лотар Мец · НДР           | Валентин Олійник · СРСР   | Бранислав Сімич · Югославія     |
| До 97 кг    | Боян Радєв · Болгарія     | Микола Яковенко · СРСР    | Ніколае Мартинеску · Румунія    |
| Понад 97 кг | Іштван Козма · Угорщина   | Анатолій Рощин · СРСР     | Петр Кмент · Чехословаччина     |